# Bagby Stationhouse, Water Tanks and Turntable
Les Bagby Stationhouse, Water Tanks and Turntable sont un ensemble de structures ferroviaires réunies au sein d'un district historique à El Portal, dans le comté de Mariposa, en Californie, dans le sud-ouest des États-Unis. Autrefois opéré par le Yosemite Valley Railroad, cet ensemble constitué d'une gare, de réservoirs d'eau et d'une plaque tournante était jadis situé à Bagby mais a été déplacé en 1966 en prévision de la mise en eau d'un barrage. Il est inscrit au Registre national des lieux historiques depuis le 13 avril 1979.